# Ubli, Podgorica
Ubli este un sat din municipiul Podgorica, Muntenegru. Conform datelor de la recensământul din 2003, localitatea are 341 de locuitori (la recensământul din 1991 erau 339 de locuitori).

## Demografie
În satul Ubli locuiesc 271 de persoane adulte, iar vârsta medie a populației este de 40,3 de ani (38,5 la bărbați și 42,0 la femei). În localitate sunt 107 gospodării, iar numărul mediu de membri în gospodărie este de 3,19.
Populația localității este foarte eterogenă.
|  |

| Demografie | Demografie | Demografie |
| An         | Locuitori  | Locuitori  |
| ---------- | ---------- | ---------- |
|            |            |            |
|            |            |            |
|            |            |            |
|            |            |            |
| 1948       | 616        |            |
| 1953       | 610        |            |
| 1961       | 520        |            |
| 1971       | 519        |            |
| 1981       | 493        |            |
| 1991       | 339        | 339        |
| 2003       | 355        | 341        |

| \| Componența etnică conform recensământului din 2003[2] \| Componența etnică conform recensământului din 2003[2] \| Componența etnică conform recensământului din 2003[2] \| Componența etnică conform recensământului din 2003[2] \| Componența etnică conform recensământului din 2003[2] \| \| ----------------------------------------------------- \| ----------------------------------------------------- \| ----------------------------------------------------- \| ----------------------------------------------------- \| ----------------------------------------------------- \| \| \| \| \| \| \| \| Muntenegreni \| Muntenegreni \| \| 178 \| 52,19% \| \| Sârbi \| Sârbi \| \| 147 \| 43,1% \| \| necunoscută \| necunoscută \| \| 0 \| 0% \| |              |  |     |        |
| Componența etnică conform recensământului din 2003 |              |  |     |        |
| |              |  |     |        |
| Muntenegreni | Muntenegreni |  | 178 | 52,19% |
| Sârbi | Sârbi        |  | 147 | 43,1%  |
| necunoscută | necunoscută  |  | 0   | 0%     |